# Studenteninitiative für Kinder
Die Studenteninitiative für Kinder ist eine in Deutschland bundesweit tätige studentische Organisation mit Sitz in Weinheim, die sozial benachteiligten Kindern und Jugendlichen in Kinderheimen und Schulen kostenlose Nachhilfe anbietet. Ihr Motto lautet: "Die Generation von morgen für die Generation von übermorgen".
Die Organisation wurde 2004 von Sinisa Toroman in Mannheim gegründet. Sie zählt bundesweit über 20 Ortsgruppen bzw. Niederlassungen mit rund 1000 studentischen Mitgliedern in Deutschland.

## Auszeichnungen
- 1. Preis beim bundesweiten Wettbewerb für ehrenamtliche Vereine startsocial–Hilfe für Helfer, 2006
- Ehrenamtspreis Baden-Württemberg, 2005